# Stanko Kovačič
Stanko Kovačič, slovenski inženir kemije, kmetijski in gospodarski strokovnjak, * 5. maj 1898, Trst, † 24. julij 1977, Ankaran.

## Življenje in delo
Ljudsko šolo in gimnazijo je obiskoval v rojstnem kraju in Ljubljani, iz kemije pa je diplomiral na Univerzi v Bologni. Ob razpadu avstro-ogrske se je pridružil Maistrovim borcem. Leta 1924 se je izselil v Kraljevino SHS. Nekaj časa je služboval pri železnici, nato se je zaposlil v tovarnah sladkorja pri Osijeku. Kot kmetijski strokovnjak pa je svoje sposobnosti razvil v Mariboru, kjer si je kupil manjše posestvo na katerem je svoje teoretično znanje iz kemije uvajal v kmetijstvo. Dosegel je velike uspehe in priznanja pri reji kokoši, v živinoreji, sadjarstvu in melioraciji travnikov. Med 2. svetovno vojno se je pridružil Osvobodilni fronti, bil interniran v
koncentracijskem taborišču na Rabu, po zlomu Italije je vodil okrožno gospodarsko komisijo Osvobodilne fronte na notranjskem. Po osvoboditvi pa je gospodarsko deloval v Trstu, kjer se je ukvarjal s problemi prehrane in obnove v vojni uničene težke industrije. Leta 1947 je bil premeščen v Koper, kjer je pri Vojaški upravi jugoslovanske armade vodil oddelek za gospodarstvo. Kasneje je bil direktor Inštituta za razvoj kmetijstva v Škocjanu pri Kopru.